# Stephanollona serrata
Stephanollona serrata är en mossdjursart som först beskrevs av Osburn 1912.  Stephanollona serrata ingår i släktet Stephanollona och familjen Phidoloporidae.
Artens utbredningsområde är Mexikanska golfen. Inga underarter finns listade i Catalogue of Life.